# Hotel Adlon

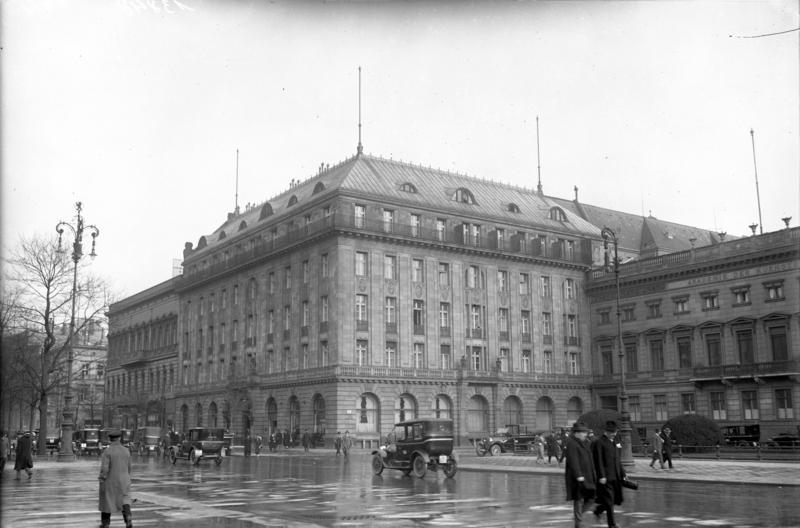
Det ursprungliga Hotel Adlon sett från Pariser Platz, fotografi från Weimar-eran 1926.

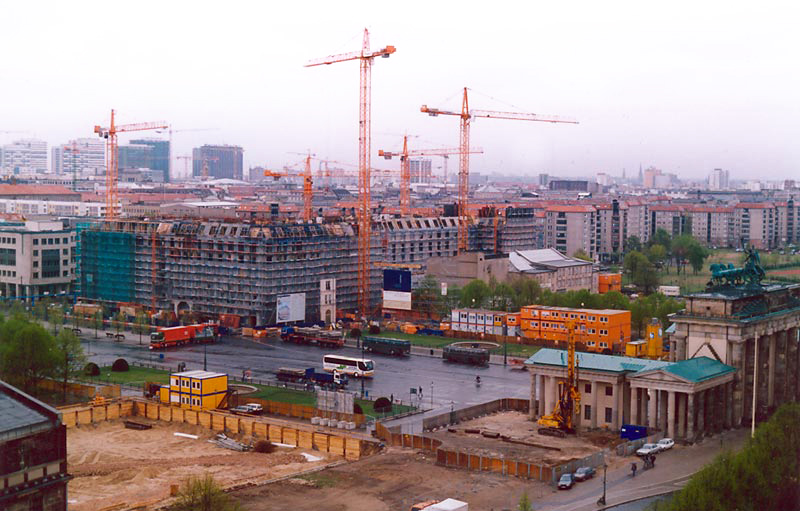
Adlon 1995

Hotel Adlon är ett av Tysklands mest kända och traditionsrika lyxhotell, beläget på adressen Unter den Linden 77 i Berlin, i anslutning till Brandenburger Tor vid Pariser Platz.  Det ursprungliga Hotel Adlon byggdes 1907 och brann ned 1945.  
Sedan 1997 ligger en återuppbyggd efterföljare, lyxhotellet Hotel Adlon Kempinski, på platsen.

## Det ursprungliga Hotel Adlon

### Grundande och storhetstid 1907−1933
Hotel Adlon grundades av den framgångsrike Berlin-hotellentreprenören Lorenz Adlon och ritades av arkitekterna Robert Leibniz och Carl Gause.  På platsen för hotellet vid paradgatan Unter den Lindens västra ände låg tidigare Palais Redern, som revs för att ge plats åt hotellet.
Hotellet stod färdigt 1907 och etablerade sig som ett av Berlins stora hotell under de kommande åren.  Redan från början fanns ambitionen att etablera sig som ett av de främsta lyxhotellen i Europa och som centralpunkt i Berlins societetsliv, vilket man också tack vare aktivt stöd från kejsar Vilhelm II lyckades med. Hotellet hade sin gyllene epok under Kejsardömet Tyskland och Weimarrepubliken, då hotellet var berömt långt utanför Tysklands gränser och ofta beboddes av gästande kungligheter och världsstjärnor som Nikolaj II, Thomas Alva Edison, Aristide Briand, Marlene Dietrich och Charlie Chaplin.

### De sista åren
Hotellet kom efter nazisternas maktövertagande 1933 att förlora många av sina internationella gäster och sin status som societetsarena, då nazistpartiet föredrog att använda sig av det närbelägna Hotel Kaiserhof.  De sista krigsåren 1943−1945 övertog dock Hotel Adlon åter Kaiserhofs funktion efter att det senare förstörts under kriget. I krigets slutskede användes hotellet under striderna kring Berlin som fältlasarett.
Dagarna efter krigsslutet i maj 1945 förstördes hotellet nästintill helt, dock inte på grund av de allierades bombningar utan av en brand i samband med att firande Röda armé-soldater intagit hotellet.  Ägaren Louis Adlon dödades av sovjetiska soldater i sin privatbostad strax därefter. De sista resterna av den ursprungliga hotellbyggnaden revs under DDR-epoken 1984.

## Det återuppbyggda Hotel Adlon Kempinski
År 1997 invigdes ett återuppbyggt Hotel Adlon Kempinski på samma plats, nu som en del av hotellkedjan Kempinski. Hotellet tillhör gruppen The Leading Hotels of the World.

## I populärkulturen
Hotel Adlon har en viss betydelse i filmen Unknown från 2011. En del av filmen är inspelad på hotellet.